# Opuntia littoralis
Opuntia littoralis är en kaktusväxtart som först beskrevs av Georg George Engelmann, och fick sitt nu gällande namn av Cockerell. Opuntia littoralis ingår i släktet fikonkaktusar, och familjen kaktusväxter.

## Underarter
Arten delas in i följande underarter:
- O. l. austrocalifornica
- O. l. littoralis
- O. l. piercei

## Bildgalleri

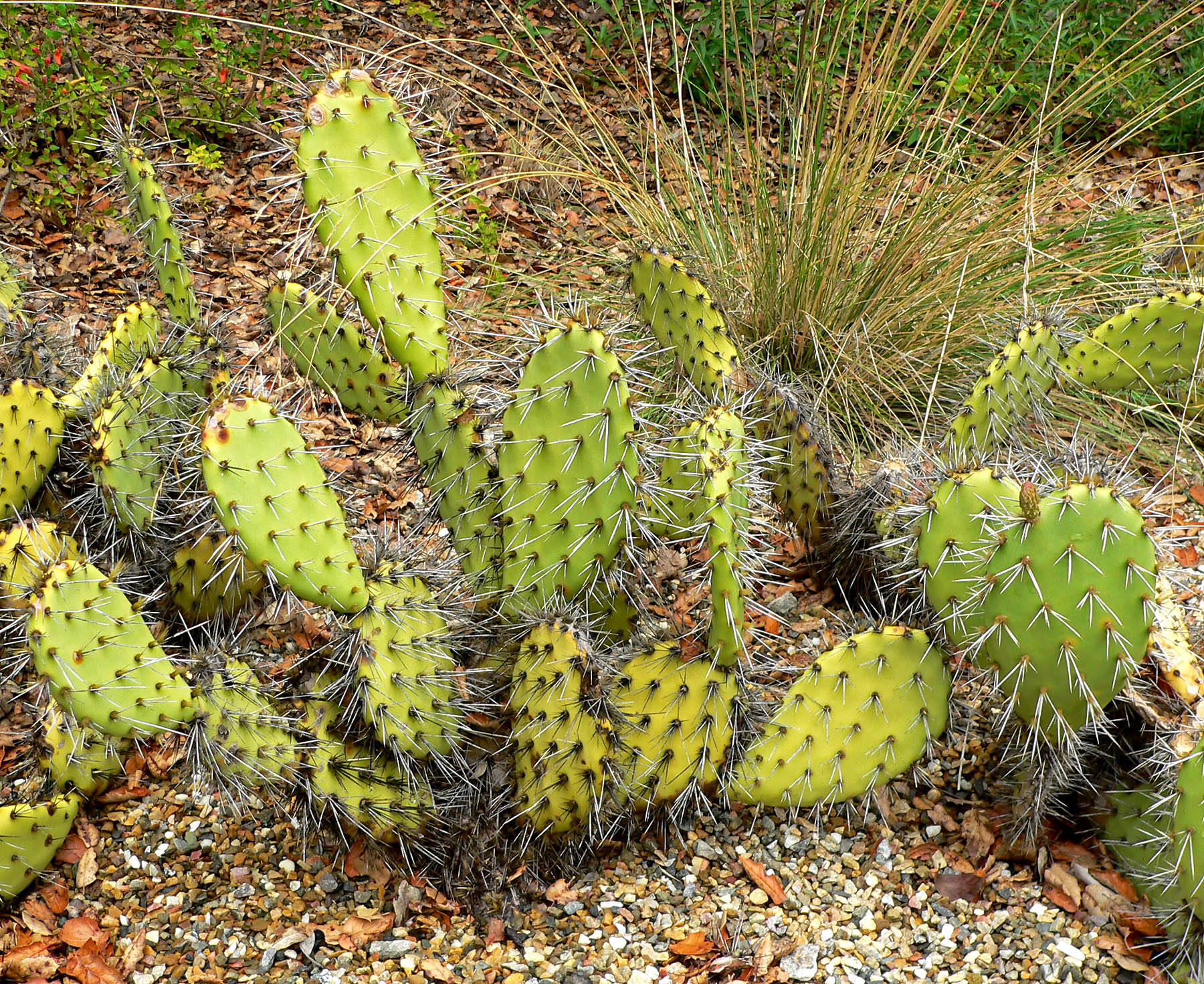
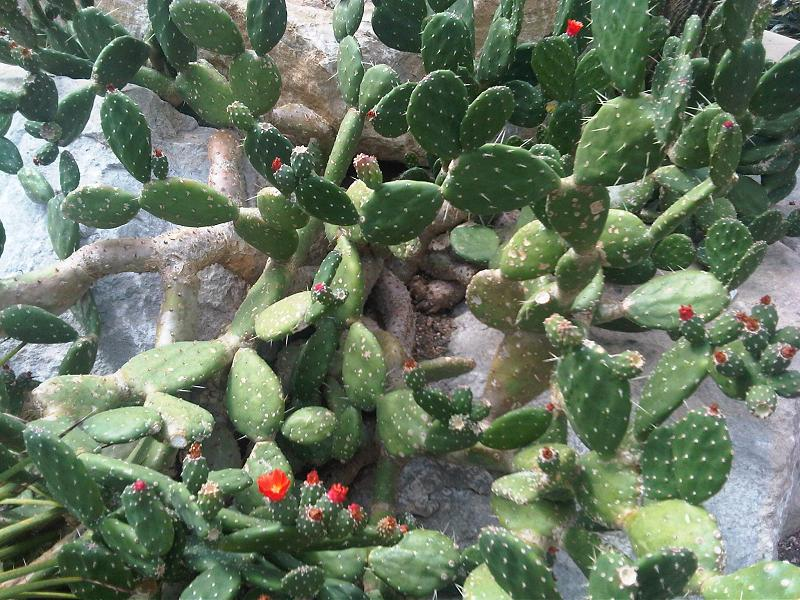
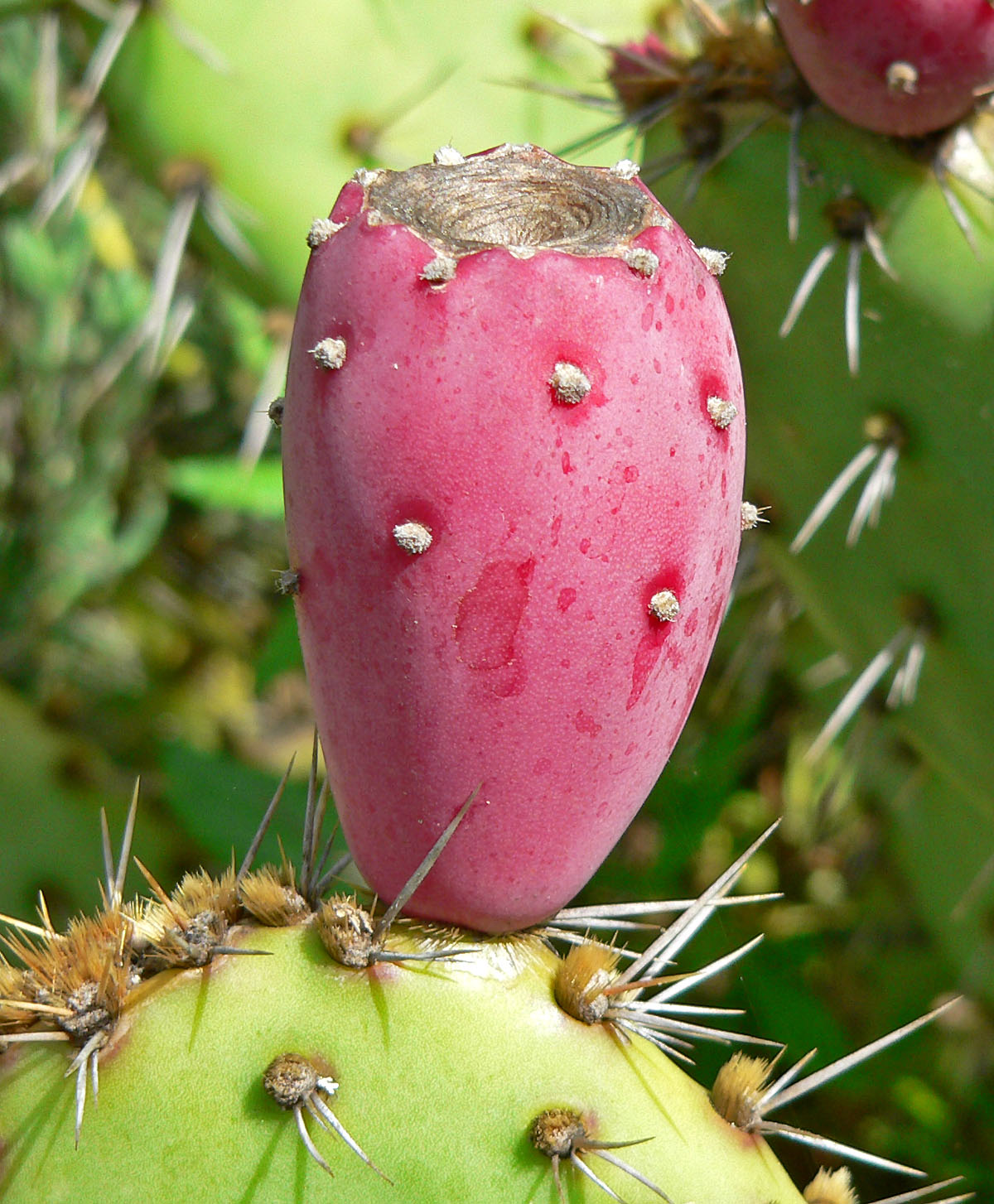
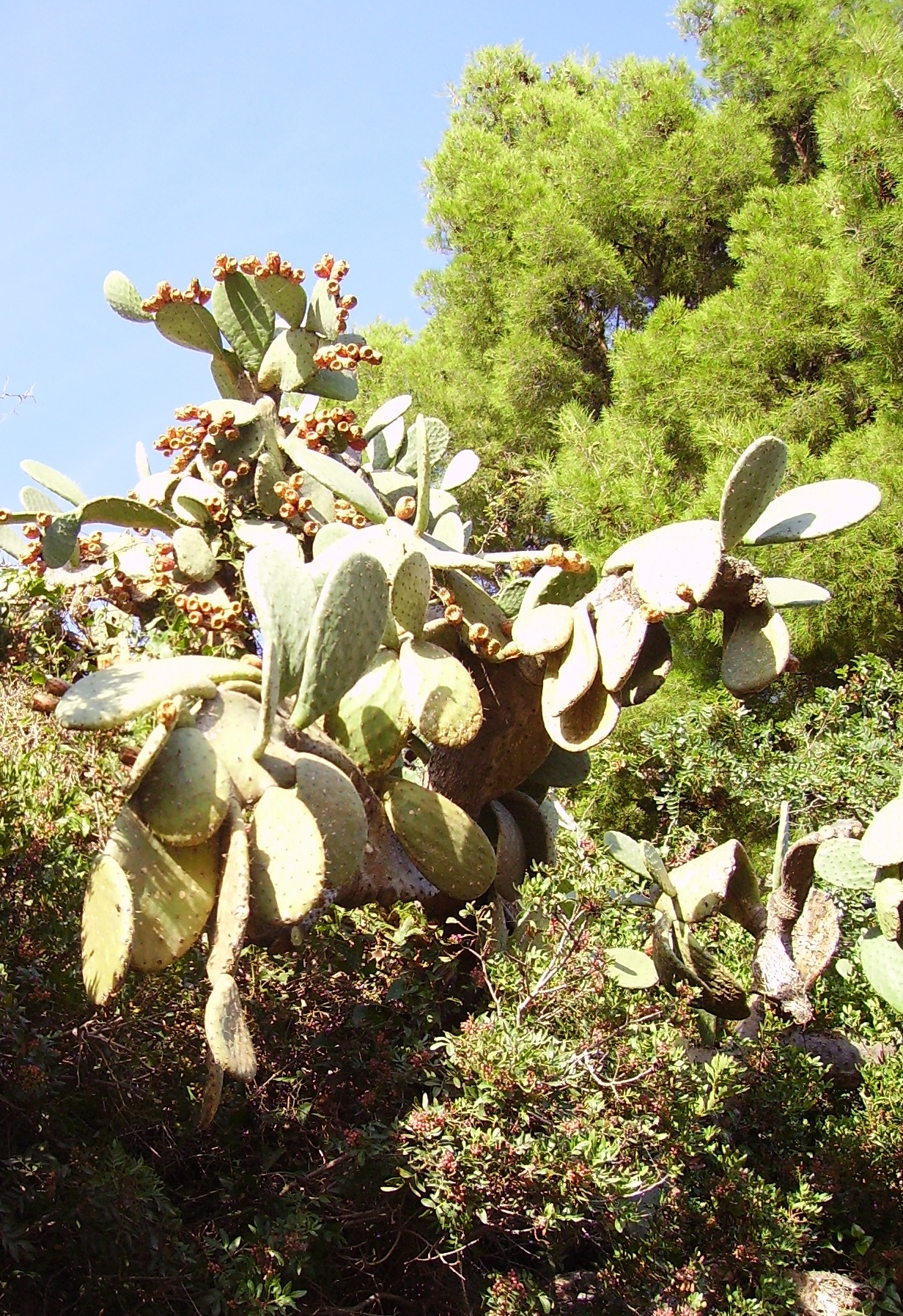
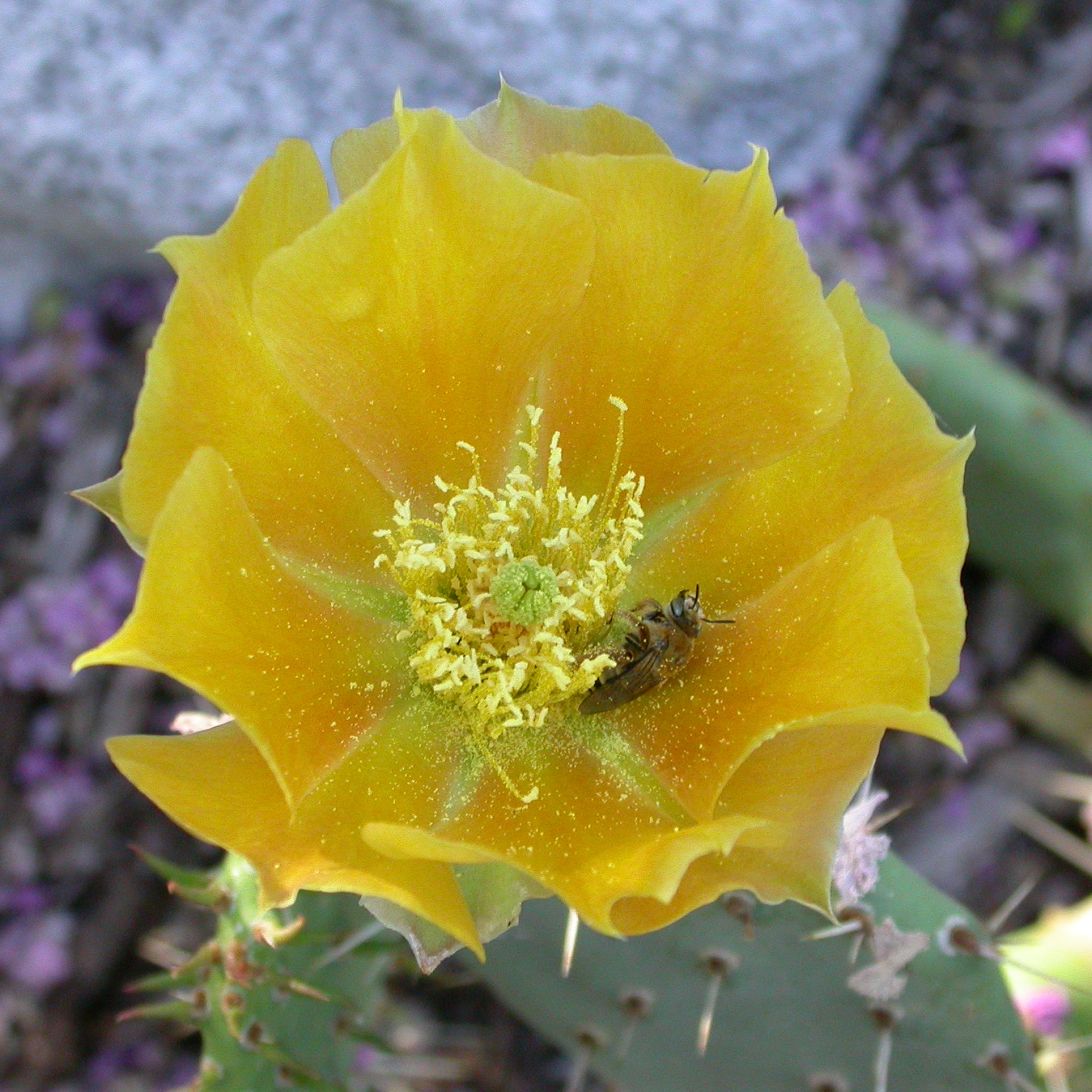
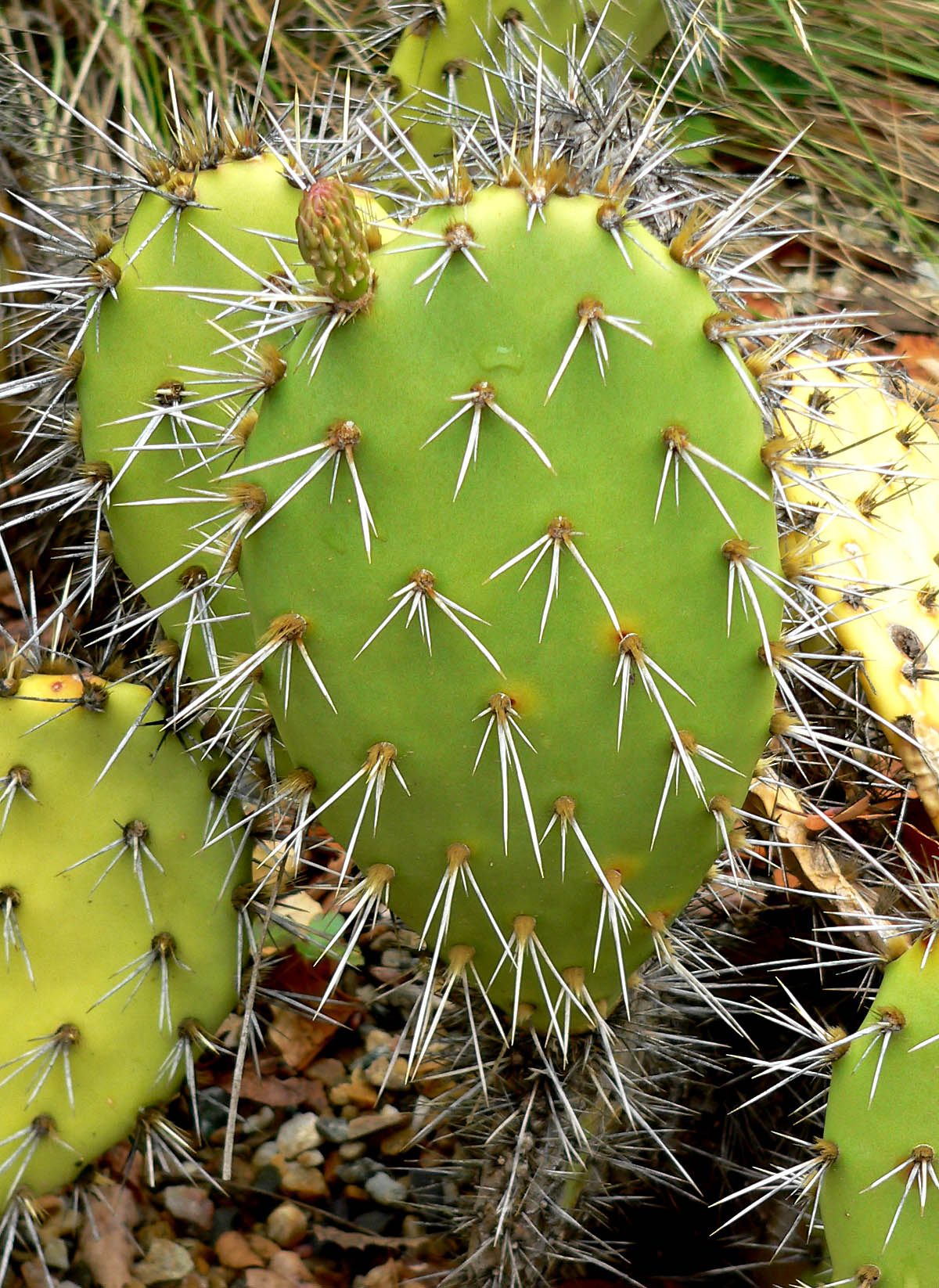